# Neivamyrmex minensis
Neivamyrmex minensis é uma espécie de formiga do gênero Neivamyrmex.